# Ramlösa (Helsingborg)

Lage des Stadtbezirks Ramlösa in Helsingborg.

Ramlösa ist ein Stadtteil der schwedischen Stadt Helsingborg. Er liegt im gleichnamigen, etwa 4.600 Einwohner (Stand 2005) zählenden Stadtbezirk.
Ramlösa, auch Köpinge genannt, war seit 1894 ein Ort in der damaligen Gemeinde Raus, die 1918 in die Gemeinde Helsingborg eingemeindet wurde. Seitdem ist Ramlösa ein Stadtteil Helsingborgs.
Der Ortsname leitet sich von den schwedischen Worten ramm und lösa ab, die „feuchte Wiese“ bzw. „Weide“ oder „Lichtung“ bedeuten.
Die Geschichte Ramlösas ist seit dem 18. Jahrhundert eng verbunden mit dem Heil- und Mineralwasser aus der Ramlösa-Quelle, das auch außerhalb der Grenzen Schwedens Bekanntheit erlangt hat. In der Blütezeit des Kurbetriebes rund um die Quelle und als Treffpunkt der besseren Gesellschaft Schonens wurde der Ort im 19. Jahrhundert deutlich erweitert. Unter den oft mit Holzsägereien, großen Balkonen und Veranden versehenen Häusern befinden sich die bedeutenden Bauten des Brunnenlazaretts (Brunnslasarettet) aus dem Jahre 1836, der ehemaligen Brunnenverwaltung (Brunnskontoret) von 1829 und des Brunnenhotels, erbaut 1876–1882 und das größte Holzhaus Skandinaviens.
Der Mineralwasserhersteller Ramlösa Hälsobrunn AB bezieht auch heute noch sein Wasser aus Ramlösa. Die Produktionsanlagen befinden sich heute jedoch im nahegelegenen Stadtteil Ättekulla.
Koordinaten: 56° 1′ N, 12° 45′ O